# Пентхаус з видом на північ
«Пентхаус з видом на північ» (англ. Penthouse North) — трилер Джозефа Рубена, в головній ролі зіграли Мішель Монаган і Майкл Кітон. Прем'єра відбулася 18 квітня 2013 року в Таїланді.

## Зміст
Головна героїня — успішний фотокореспондент. Її цікаве та безбідне життя закінчується після трагічного інциденту, в результаті якого дівчина втрачає зір. Вона закривається в своєму пентхаусі і намагається подолати стрес. Допомагає їй у цьому її хлопець. Однак це тільки початок випробувань, адже нещасній доведеться витерпіти знущання з боку злочинця, який увірвався в її квартиру одного вечора…

## Ролі
| Актор          | Роль      |
| -------------- | --------- |
| Мішель Монаган | Сара      |
| Майкл Кітон    | Холландер |
| Беррі Слоун    | Чед       |
| Каньехтіо Хорн | Блейк     |
| Ендрю В. Вокер | Райан     |